# Agostino Saccozzi
Agostino Saccozzi (Correggio, 6 settembre 1790 – Mira, 4 dicembre 1865) è stato generale romagnolo fu, dal 1846 al 1863, il comandante supremo delle truppe del Ducato di Modena e Reggio.

## Biografia
Nato a Correggio, con la Restaurazione del Ducato di Modena e Reggio Saccozzi venne nominato tenente della compagnia urbana del suo paese. Successivamente venne proclamato capitano, e, in seguito alla fedeltà dimostrata al governo estense durante i moti del 1831 fu trasferito nel corpo dei R. Dragoni. Nell'ottobre 1833 venne nominato comandante di quel corpo con il grado di maggiore, successivamente promosso al grado di tenente colonnello. Dieci anni dopo venne ordinato vice comandante generale di tutte le truppe dello stato modenese. Con l'ascesa al trono nel 1846 del duca Francesco V Saccozzi venne promosso al grado generale maggiore conferendogli così potere su tutto l'esercito modenese. Con lo scoppio della prima guerra d'indipendenza italiana, nel 1848, e la fuga di Francesco V da Modena, Saccozzi, ritiratosi nel frattempo nella sua Correggio, venne arrestato e processato dal governo provvisorio. Il 4 giugno venne tuttavia provata la sua onestà e rettitudine e rilasciato. Nel 1849 guidò le truppe estensi, in appoggio a quelle austriache, durante il sanguinoso assedio di Livorno.
L'11 giugno 1859, in seguito agli eventi legati alla seconda guerra d'indipendenza italiana, il duca Francesco V e le sue truppe abbandonarono il territorio del ducato alla volta di Mantova. A seguito della mancata applicazione dell'armistizio di Villafranca, il duca e i suoi soldati ripararono nel Veneto, rimasto ancora sotto la sovranità dell'Impero d'Austria. Qui le truppe estensi, che furono ribattezzate Brigata Estense, rimasero stanziate ed armate fino al 24 settembre 1863, data in cui, su pressione del governo austriaco, Francesco sciolse dal giuramento di fedeltà i suoi soldati. Saccozzi venne insignito del grado di tenente maresciallo dell'esercito austriaco. Ritiratosi a vita privata a Mira, vi morì due anni dopo. I suoi resti vennero successivamente inumati nella Basilica di San Quirino nella natia Correggio.